# Zygfryd z Växjö
Zygfryd z Växjö, szw. Sigfrid (ur. w Glastonbury, zm. 1045 w Växjö) – biskup Växjö, misjonarz Szwecji, święty Kościoła katolickiego.
Z pochodzenia był Anglikiem. Jako misjonarz benedyktyński przybył do Skandynawii wysłany przez króla Ethelreda  na zaproszenie króla Norwegii świętego Olafa  i założył biskupstwo w szwedzkim Växjö, które stało się ośrodkiem misyjnym na Szwecję. W 1008 W Husaby ochrzcił króla Olofa Skötkonunga.
Zygfryd pochowany został w katedrze w Växjö.
Kult świętego Zygfryda objął całą Skandynawię, a zatwierdził go na cały Kościół  papież Hadrian IV. Król polski Zygmunt III Waza uzyskał od Stolicy Apostolskiej zezwolenie na włączenie świętych szwedzkich (w tym i Zygfryda) do liturgii kościoła katolickiego w Polsce.
Wspomnienie liturgiczne obchodzone jest 15 lutego.